# Oliver Marchart

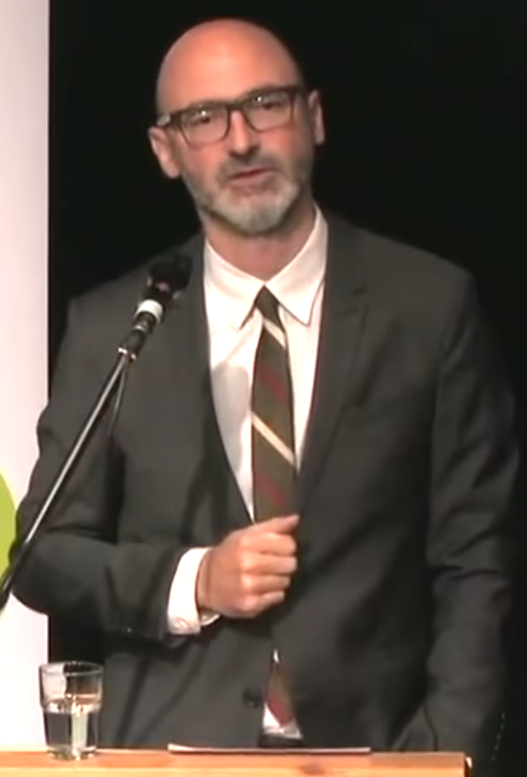
Oliver Marchart (2015)

Oliver Marchart (* 1968 in Wien) ist ein österreichischer politischer Philosoph und Soziologe.

## Leben
Marchart absolvierte ein Studium der Philosophie an der Universität Wien, außerdem studierte er politische Theorie und Diskursanalyse an der University of Essex bei Ernesto Laclau.
Im Jahr 1999 wurde Machart an der Universität Wien in Philosophie promoviert. 2003 erfolgte eine zweite Promotion im englischsprachigen Raum bei Ernesto Laclau zum Thema Politics and the Political. An Inquiry into Post-Foundational Political Thought. Étienne Balibar und Simon Critchley waren die zwei weiteren Gutachter seiner Dissertation.
Von 2001 bis 2006 war Marchart als wissenschaftlicher Assistent am Institut für Medienwissenschaften der Universität Basel tätig. Von Juli 2006 bis 2012 hatte er eine Förderungsprofessur des Schweizerischen Nationalfonds am Soziologischen Seminar der Universität Luzern inne. Zwischen 2012 und 2016 war Marchart Professor für Soziologie an der Kunstakademie Düsseldorf. Seit 2016 wirkt er am Institut für Politikwissenschaft an der Universität Wien und besetzt den Lehrstuhl für Politische Theorie in der Nachfolge von Eva Kreisky.
Zu Marcharts inhaltlichen Forschungsschwerpunkten gehören unter anderem Politische Philosophie, Sozialtheorie, Postmarxismus, Poststrukturalismus, Soziale Bewegungsforschung, Prekarisierungsforschung sowie politische Diskursanalyse.

## Veröffentlichungen

### Monografien
- Neoismus. Edition Selene, Klagenfurt/Wien 1997, ISBN 3-85266-038-6.
- Die Verkabelung von Mitteleuropa. Medienguerilla – Netzkritik – Technopolitik. Edition Selene, Wien 1998
- Techno-Kolonialismus. Theorie und imaginäre Kartographie von Kultur und Medien.  Löcker, Wien 2004, ISBN 978-3-85409-400-5.
- Neu beginnen. Hannah Arendt, die Revolution und die Globalisierung. Turia + Kant, Wien 2005, ISBN 978-3-85132-421-1.
- Post-foundational Political Thought. Political Difference in Nancy, Lefort, Badiou and Laclau. Edinburgh University Press, Edinburgh 2007, ISBN 978-0-7486-2498-0.
- Cultural Studies. UVK, Konstanz 2008, ISBN 978-3-8252-2883-5.
- Hegemonie Kunstfeld. Die documenta-Ausstellungen dX, D11, d12 und die Politik der Biennalisierung. Walther König, Köln 2008, ISBN 978-3-8656-0437-8.
- Die politische Differenz. Zum Denken des Politischen bei Nancy, Lefort, Badiou, Laclau und Agamben. Suhrkamp, Berlin 2010, ISBN 978-3-518-29556-4.
- Das unmögliche Objekt. Eine postfundamentalistische Theorie der Gesellschaft. Suhrkamp, Berlin 2013, ISBN 978-3-518-29655-4.
- Die Prekarisierungsgesellschaft. Prekäre Proteste. Politik und Ökonomie im Zeichen der Prekarisierung. Transcript, Bielefeld 2013, ISBN 978-3-8376-2193-8.
- Thinking Antagonism. Political Ontology after Laclau. Edinburgh University Press, Edinburgh 2018, ISBN 9781474413312.
- Conflictual Aesthetics. Artistic Activism and the Public Sphere. Sternberg Press, Berlin 2019, ISBN 978-3-95679-204-5.

### Herausgeberschaft
- Das Undarstellbare der Politik. Zur Hegemonietheorie Ernesto Laclaus. Turia + Kant, Wien 1998, ISBN 3-85132-155-3.
- zusammen mit Simon Critchley: Laclau: A Critical Reader. London 2004.
- zusammen mit Rupert Weinzierl: Stand der Bewegung? Protest, Globalisierung, Demokratie – eine Bestandsaufnahme. Westfälisches Dampfboot, Münster 2006, ISBN 3-89691-632-7.
- Facetten der Prekarisierungsgesellschaft. Prekäre Verhältnisse. Sozialwissenschaftliche Perspektiven auf die Prekarisierung von Arbeit und Leben. Transcript, Bielefeld 2013, ISBN 978-3-8376-2193-8.
- Ordnungen des Politischen. Einsätze und Wirkungen der Hegemonietheorie Ernesto Laclaus. Springer VS, Wiesbaden 2017, ISBN 978-3-658-17258-9.
- zusammen mit Renate Martinsen: Foucault und das Politische. Transdisziplinäre Impulse für die politische Theorie der Gegenwart. Springer VS, Wiesbaden 2019, ISBN 978-3-658-22789-0.

### Übersetzungen
- Chantal Mouffe: Das demokratische Paradox. Turia + Kant, Wien 2010, ISBN 978-3-85132-521-8.
- Ernesto Laclau: Emanzipation und Differenz. Turia + Kant, 3. Auflage Wien 2013, ISBN 978-3-85132-704-5.